# Zwerfenbergsee
Zwerfenbergsee är en sjö i Österrike.   Den ligger i förbundslandet Salzburg, i den centrala delen av landet, 220 km sydväst om huvudstaden Wien. Zwerfenbergsee ligger 2 227 meter över havet.
Trakten runt Zwerfenbergsee består i huvudsak av gräsmarker. Runt Zwerfenbergsee är det ganska glesbefolkat, med 21 invånare per kvadratkilometer.